# ニャムウェジ語
ニャムウェジ語はバントゥー語群に属する言語である。話者はタンザニア中西部（タボーラ州、シニャンガ州）に居住するニャムウェジ族の人々である。